# مبین میردورقی
مبین میردورقی (زادهٔ ۳۰ فروردین ۱۳۷۲ - اندیمشک) یک بازیکن فوتبال اهل ایران است که در پست هافبک بازی می‌کند.
برادر وی، آرمین میردورقی نیز عضو باشگاه استقلال اهواز است.